# 似鯉無齒脂鯉
似鯉無齒脂鯉，為輻鰭魚綱脂鯉目脂鯉亞目無齒脂鯉科的其中一個種，分布於南美洲奧里諾科河下游及亞馬遜河下游流域，體長可達21.3公分，棲息在泥底質的氾濫區，以有機碎屑、底棲性無脊椎動物為食，生活習性不明。